# Кхаси (народ)

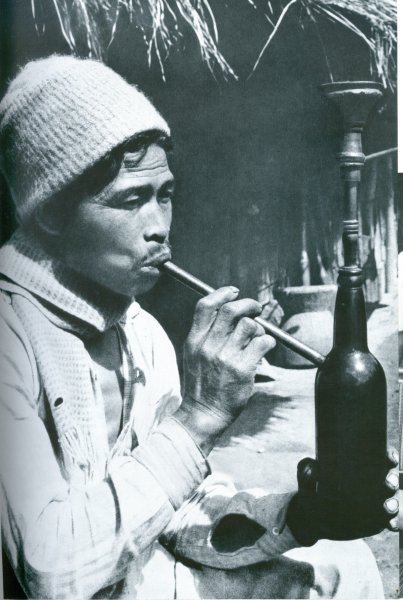
Представитель народа кхаси

Кхаси (Хаси) — народ, основная часть которого проживает в штате Мегхалая на северо-востоке Индии, а также в соседних приграничных районах штата Ассам и в некоторых районах Бангладеш.
Кхаси составляют большую часть населения штата Мегхалая — примерно 50 % или 1 720 000 человек. Сами себя они называют «Ki Khun U Hynñiewtrep», что в переводе с языка кхаси значит «Дети семи хижин». Язык кхаси образует собственную группу в составе мон-кхмерских языков австроазиатской семьи.
Уникальной традицией кхаси является «выращивание» из корней каучуконосного фикуса недорогих и надёжных живых мостов через небольшие реки.

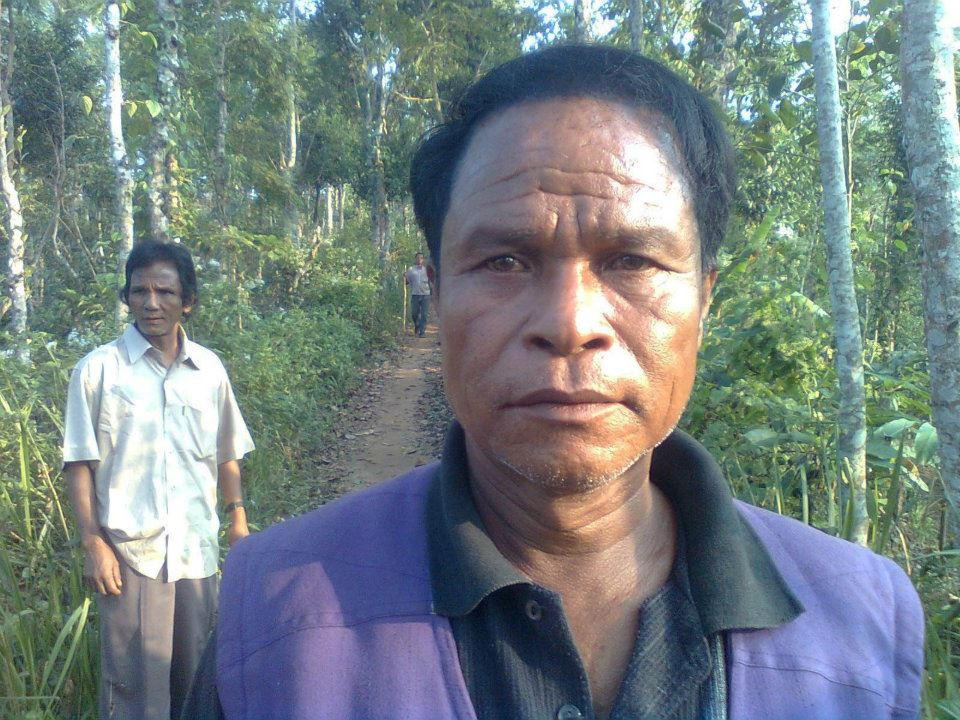
Мужчина народности кхаси